# Фарнезе
Фарнезе (італ. Farnese) — муніципалітет в Італії, у регіоні Лаціо,  провінція Вітербо.
Фарнезе розташоване на відстані близько 100 км на північний захід від Рима, 35 км на північний захід від Вітербо.
Населення — 1559 осіб (2014).
Щорічний фестиваль відбувається 10 травня. Покровитель — Sant'Isidoro.

## Демографія
Населення за роками:

Станом на 1 січня 2023 року в муніципалітеті офіційно проживало 65 іноземців з 17 країн, серед них 19 громадян країн Євросоюзу та 5 громадян України.

## Сусідні муніципалітети
- Іскія-ді-Кастро
- Пітільяно
- Валентано